# أرض الألغام
أرض الألغام (بالدنماركية: Under sandet)‏ هو فيلم دراما تاريخي حربي تم إنتاجه في الدنمارك وألمانيا وصدر في سنة 2015. الفيلم للمخرج الدنماركي مارتن زاندفليت. رُشح لجائزة الأوسكار لأفضل فيلم بلغة أجنبية في حفل توزيع جوائز الأوسكار التاسع والثمانون.

## القصة
يحكي الفيلم قصة جنود ألمان في الدنمارك بعد انتهاء الحرب العالمية الثانية، وكان هؤلاء الجنود مجندين من قِبل الجيش الدنماركي الذي أجبرهم على إزالة الألغام عن الساحل الغربي للدنمارك. يكون قائد مجموعة الجنود الألمان رقيب دنماركي، في بداية الفيلم يكون شديد التعامل مع الألمان لكن مع مرور الوقت يتعاطف معهم ويصبح صديقاً لهم. تتدهور العلاقة بينهم مجدداً بعد مقتل كلب الرقيب في لغم أرضي تم تركه سهواً من قِبل الجنود.
خلال عملية إزالة الألغام قتل العديد من الجنود الألمان ووضعت الجميع تحت ضغوط نفسية شديدة وخاصة لأخوين توأم قُتل الأول ثم انتحر الآخر. لكن كان الأمل الوحيد هو وعد الرقيب بإعادتهم لوطنهم بعد انتهائهم من الشاطئ الخاص بالرقيب، لكن قيادة الجيش رفضت إعادتهم بعد الانتهاء من العملية، مما أغضب الرقيب الذي قام بتهريب جنوده إلى ألمانيا في النهاية وكان عدد الذين نجو 4 فقط.

## الميزانية والإيرادات
حقق إيرادات تقدر بـ 2.7 مليون دولار.

## روابط خارجية
- أرض الألغام على موقع IMDb (الإنجليزية)
- أرض الألغام على موقع ميتاكريتيك (الإنجليزية)
- أرض الألغام على موقع روتن توميتوز (الإنجليزية)
- أرض الألغام على موقع قاعدة بيانات الأفلام العربية
- أرض الألغام على موقع ألو سيني (الفرنسية)
- أرض الألغام على موقع Turner Classic Movies (الإنجليزية)
- أرض الألغام على موقع أول موفي (الإنجليزية)
- أرض الألغام على موقع فيلمافينيتي (الإسبانية)
- أرض الألغام على موقع قاعدة بيانات الأفلام السويدية (السويدية)
- أرض الألغام على موقع قاعدة بيانات الفيلم (الإنجليزية)